# Strony (czasopismo)
Strony (dwumiesięcznik) – opolskie pismo społeczno-kulturalne, ukazuje się nieregularnie od lat 90. jako kontynuacja miesięcznika „Opole”.  
„Strony” prezentują twórczość pisarzy oraz publicystów regionu i kraju, a także omawiają interesujące zjawiska z dziedziny teatru, muzyki czy plastyki. Reaktywowane w 2009, wśród autorów pierwszego numeru po reaktywacji (1-2, 2009) znaleźli się m.in. Olga Tokarczuk, Józef Baran, Karol Maliszewski, Jacek Gutorow, Mieczysław Orski, Irena Wyczółkowska.